# Giulio Scandella
Giulio Scandella, född 18 september 1983, är en italiensk/kanadensisk ishockeyspelare som spelar för IK Oskarshamn i HockeyAllsvenskan.

## Klubbar
- IK Oskarshamn Nuvarande klubb
- Rögle BK
- Ritten/Renon
- Milano
- Asiago
- Augsburger Panther
- Rouyn-Noranda Huskies
- Halifax Mooseheads
- NDG Panthers Moderklubb